# Assassinatos dos índios Osage

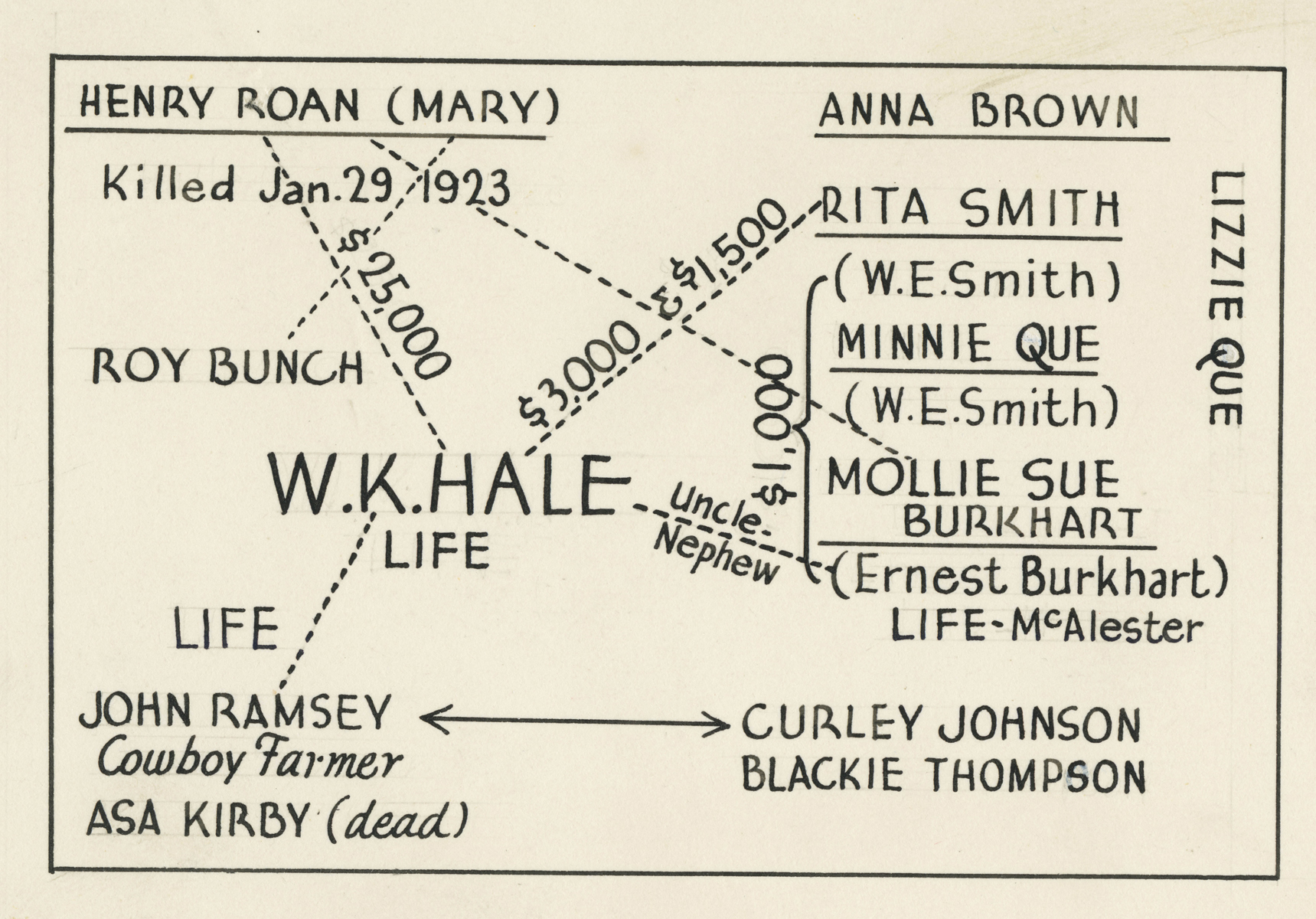
Documento no processo judicial "Caso Hale – Ramsey Homicídio", da Coleção dos Arquivos de Fotos da Sociedade Histórica de Oklahoma.

Os assassinatos dos índios Osage foram uma série de assassinatos ocorridos entre os indígenas da etnia Osage, no condado de Osage, Oklahoma, nos Estados Unidos durante as décadas de 1910, 1920 e 1930. Jornais locais descreveram os anos entre 1921 a 1926 como o "Reino do Terror", período em que os assassinatos foram descobertos e ainda não haviam sido desvendados pelas autoridades.
Estima-se em centenas os índios Osage mortos, embora os números de mortes de fato relatadas e investigadas sejam muito menores. Algumas fontes relatam que mais de 60 nativos, enriquecidos pela extração de petróleo na Reserva Indígena, foram mortos entre 1918 e 1931. No entanto, investigações mais recentes indicam que muitas outras mortes suspeitas durante esse período, incluindo a morte de herdeiros de fortunas Osage, poderiam ter sido homicídios mal investigados ou mesmo encobertos propositalmente. Os assassinatos parecem ter sido cometidos por pessoas que tinham a intenção de se apropriar da grande riqueza dos Osage, cujas terras produziam grandes quantidades de petróleo, resultando em generosos ganhos anuais decorrentes dos royalties da exploração para os indígenas donos de lotes de terra. A investigação pelas autoridades, incluindo o escritório predecessor do FBI, também revelou extensa corrupção entre as autoridades locais envolvidas no sistema de curatela financeira ao qual os Osage estavam submetidos por lei federal. A maioria dos assassinatos nunca foi julgada, mas alguns homens foram condenados e sentenciados.

## Cultura popular
- John Joseph Mathews (Osage) baseou seu romance Sundown (1934) no período dos assassinatos.[3]
- "The Osage Indian Murders", uma dramatização do caso transmitido pela primeira vez em 3 de agosto de 1935, foi o terceiro episódio da série de rádio G-Men, criada e produzida por Phillips Lord com a cooperação do FBI. G-Men durou 13 episódios antes de sair do ar em outubro de 1935. Uma versão reformulada, Gang Busters, que dramatizou casos de várias agências policiais americanas diferentes, e não apenas do FBI, estreou em janeiro seguinte.
- O premiado romancista ocidental Fred Grove, parte Osage pelo lado da mãe, tinha 10 anos quando foi uma "testemunha" dos assassinatos de Bill e Rita Smith e Nettie Brookshire. Esse incidente o assombrou. Vários de seus romances foram baseados em aspectos do caso: seu primeiro romance, Flame of the Osage (1958), dois escritos do meio de sua carreira: Warrior Road (1974) e Drums Without Warriors (1976) e um de seus últimos, The Years of Fear (2002).
- Os assassinatos da família Kyle foram apresentados como peça dramática do filme de 1959, The FBI Story .[4]
- John Hunt retratou esse período em seu romance The Grey Horse Legacy (1968).[5]
- O espírito médio de Linda Hogan (1990) explora uma versão fictícia dos assassinatos.
- O romance de Tom Holm, The Osage Rose (2008), é um relato ficcional de assassinatos no território de Osage, destinados a despojar os membros de Osage de seus royalties e terras.
- O jornalista americano David Grann investigou o caso em seu livro de 2017 Killers of the Flower Moon: The Osage Murders and the Birth of the FBI, publicado no Brasil pela Editora Companhia das Letras como Assassinos da Lua das Flores: petróleo, morte e criação do FBI
- Em 2019, foi noticiado que o diretor americano Martin Scorsese está dirigindo uma adaptação do livro de David Grann para o cinema. As filmagens estavam marcadas para começar no primeiro semestre de 2020, mas foram adiadas devido às medidas de restrição de circulação em resposta à pandemia de COVID-19.